# Manuel Amoros
Manuel Amoros (sinh 1 tháng 2 năm 1962 tại Nîmes) là một cựu cầu thủ bóng đá Pháp, chơi ở vị trí hậu vệ. Ông đã khoác áo đội tuyển Pháp 82 lần, trong đó có 30 trận đeo băng đội trưởng, ghi được 1 bàn thắng, tham dự các vòng chung kết World Cup 1982 và 1986, Euro 1984 và 1992.
Tại World Cup 1982, dù mới chỉ 20 tuổi, Amoros đã được ra sân thi đấu. Tại bán kết gặp Tây Đức, cú sút đập xà ngang từ khoảng 30m của Amoros ở phút thứ 119 của trận đấu đã làm lạnh gáy nhiều cổ động viên của Tây Đức (khi kết quả trận đấu đang là 3-3). Tại loạt sút luân lưu, Amoros sút thành công, nhưng sau đó Pháp bị loại.
Tại Euro 1984 tổ chức ở Pháp, Amoros có một trận đấu khai mạc gặp Đan Mạch đáng quên. Trong trận đấu này, ông bị một tiền vệ Đan Mạch vào bóng ác ý. Khi trọng tài đang tìm thẻ vàng phạt cầu thủ phạm lỗi, Amoros bất thần đứng lên và húc đầu vào cầu thủ tấn công mình để trả đũa ngay trước mặt trọng tài. Trọng tài nhanh chóng rút thêm một thẻ đỏ đuổi Amoros. Ông bị treo giò 3 trận. Ở trận chung kết, tuy mãn án phạt, Amoros vẫn bị huấn luyện viên Michel Hidalgo xếp trên ghế dự bị. Pháp đã thắng Tây Ban Nha 2-0 tại sân Công viên các hoàng tử và lần đầu tiên vô địch châu Âu.
Tại World Cup 1986 hậu vệ 24 tuổi Amoros thi đấu nổi bật cùng các danh thủ như Diego Maradona, Michel Platini, Harald Schumacher, Emilio Butragueno, Gary Lineker và Enzo Scifo. Ông được báo giới bầu chọn là hậu vệ phải hay nhất giải và có trận đấu xuất sắc trước Brasil ở tứ kết. Trong năm này ông cũng giành luôn giải thưởng Cầu thủ xuất sắc nhất Pháp của tạp chí France Football bình chọn.
Ở cấp độ câu lạc bộ, phần lớn sự nghiệp Amoros chơi cho AS Monaco ở Ligue 1. Nhưng thời kì huy hoàng ở cấp độ câu lạc bộ ông có được lại với Marseille: với 3 chức vô địch Pháp và lọt vào chung kết Cúp C1 châu Âu năm 1991. Tuy nhiên, chính Amoros là người duy nhất sút hỏng trong loạt sút luân lưu ở trận chung kết Cúp C1, làm đội nhà Marseille thua Sao Đỏ Belgrad 3-5 trên chấm phạt đền.

## Danh hiệu
- Vô địch châu Âu: 1984
- Vô địch Pháp (5 lần): 1982, 1988 (với AS Monaco), 1990, 1991, 1992 (với Marseille)
- Cầu thủ xuất sắc nhất Pháp: 1986